# Mimetus guiyang
Espèce
Mimetus guiyang est une espèce d'araignées aranéomorphes de la famille des Mimetidae.

## Distribution
Cette espèce est endémique du Guizhou en Chine,. Elle se rencontre dans le district de Wudang.

## Description
La femelle holotype mesure 4,65 mm.

## Systématique et taxinomie
Cette espèce a été décrite par Zhang, Yu et Xu en 2025.

## Étymologie
Son nom d'espèce lui a été donné en référence au lieu de sa découverte, Guiyang.

## Publication originale
- Zhang, Zhang, Liu, Yu & Xu, 2025 : « A survey of mimetid spiders (Araneae, Mimetidae) from Central Guizhou Province, China. » Zoosystematics and Evolution, vol. 101, no 2, p. 711-734.